# Mapajo (Bolivia)
Mapajo es una localidad fronteriza de las tierras bajas de Bolivia, ubicada en la frontera internacional con Brasil. Administrativamente se encuentra en el municipio de Bella Flor, de la provincia Nicolás Suárez en el departamento de Pando. Es considerada como una comunidad indígena y cuenta con una población de 66 habitantes (INE 2001). La comunidad se encuentra a 211 m s. n. m., a 10 km al noreste del río Abuná y a 24 km al oeste de Santa Rosa del Abuná. La localidad más cercana es Capixaba, ubicada 4 km al norte en el estado de Acre en Brasil.
Cuenta con una unidad educativa y tiendas de comercio, debido a su cercanía con Brasil.

## Transporte
Mapajo está conectada mediante la carretera de tierra Ruta Departamental 116 con la localidad de San Pedro, a 47,5 km hacia el sur. Desde ahí después de 28 km al suroeste se conecta con la Ruta 13 que lleva hacia la ciudad de Cobija, la capital departamental.